# Geschwister-Scholl-Park
Der Geschwister-Scholl-Park ist eine Parkanlage im Magdeburger Stadtteil Alte Neustadt. Am Rande der Innenstadt gelegen, bildet der Park zusammen mit anderen ehemaligen Anlagen der Festung Magdeburg den grünen Ring der Stadt.

## Geschichte

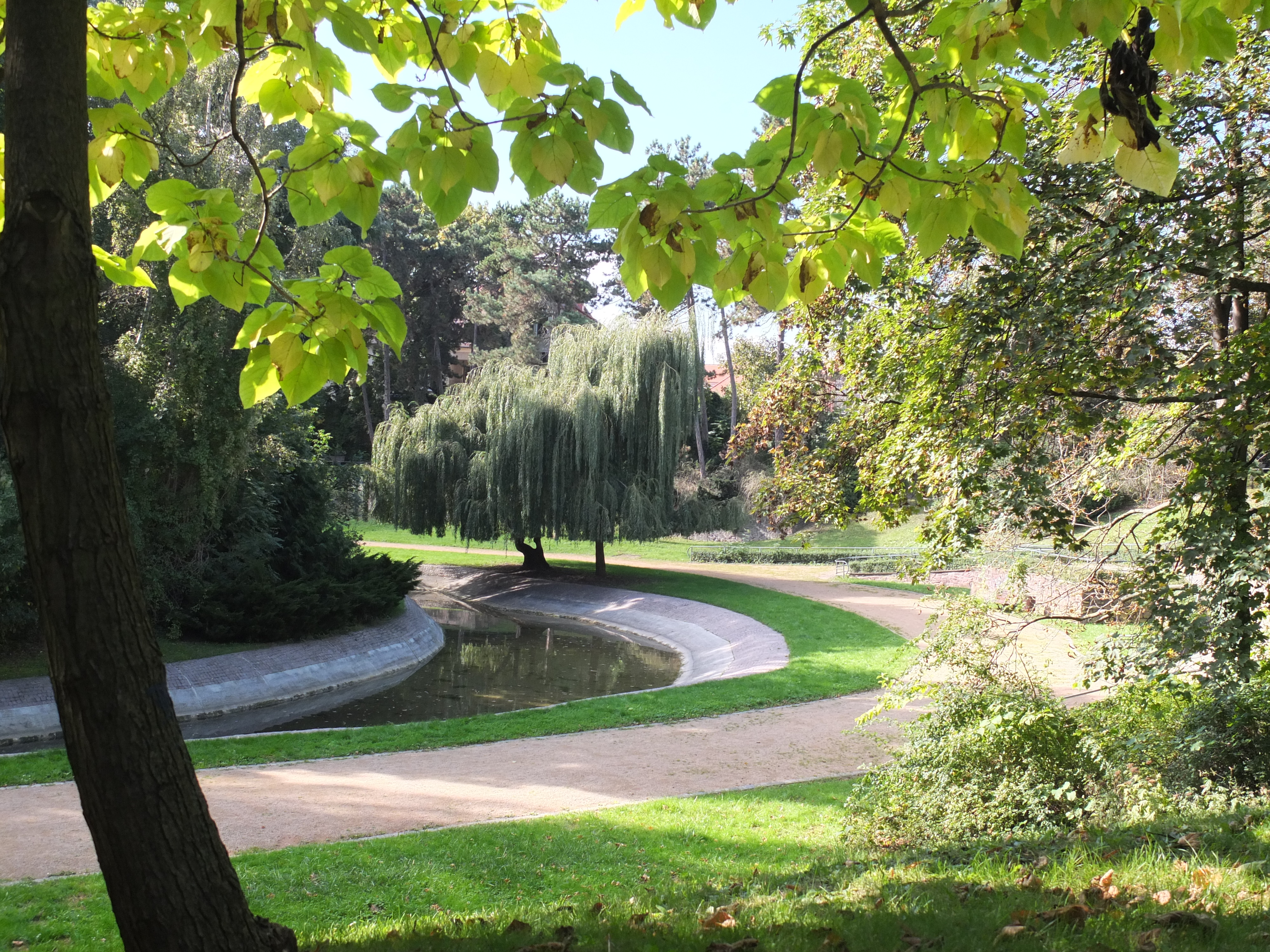
Ansicht Geschwister-Scholl-Park

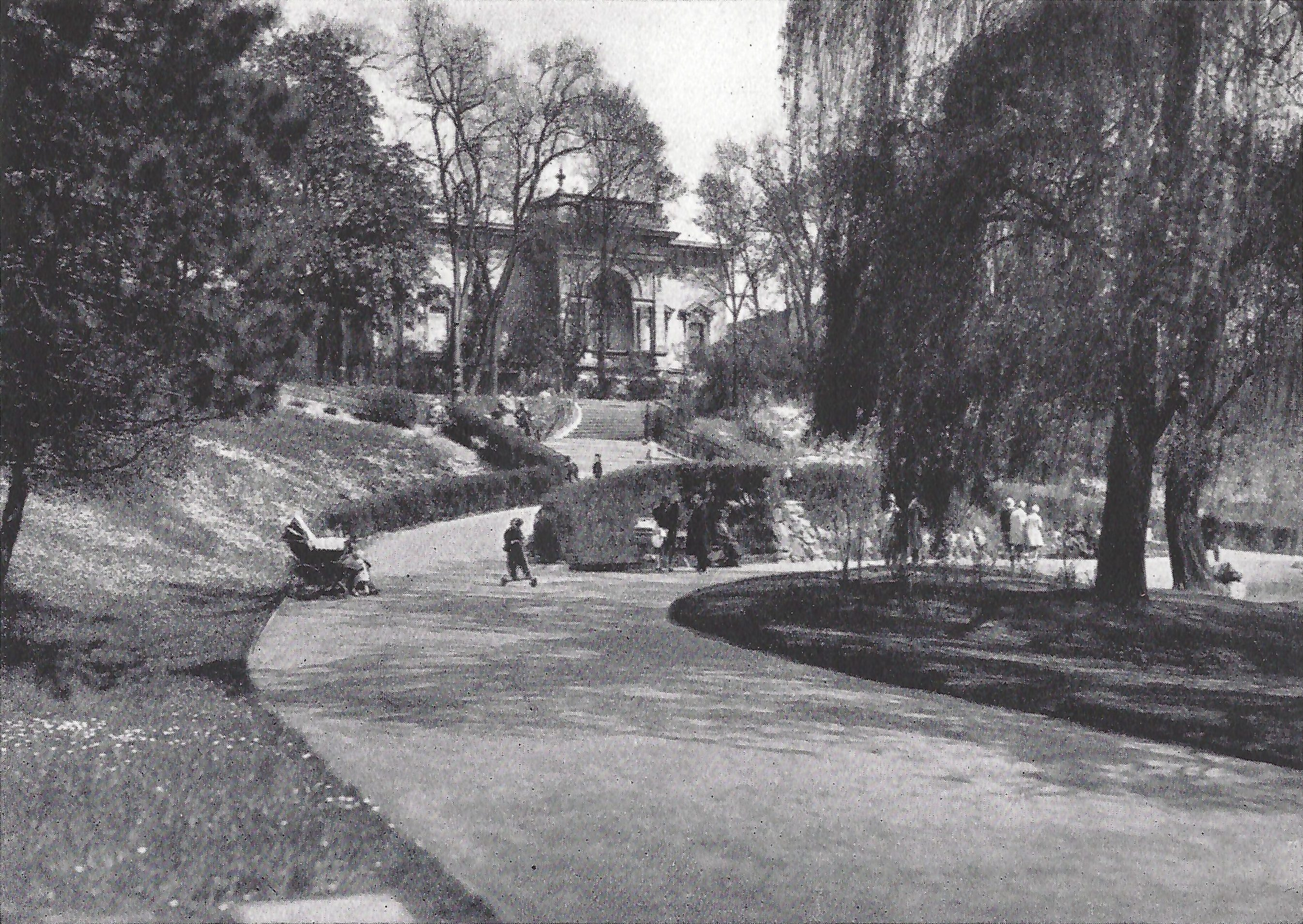
Park in den 1920er Jahren

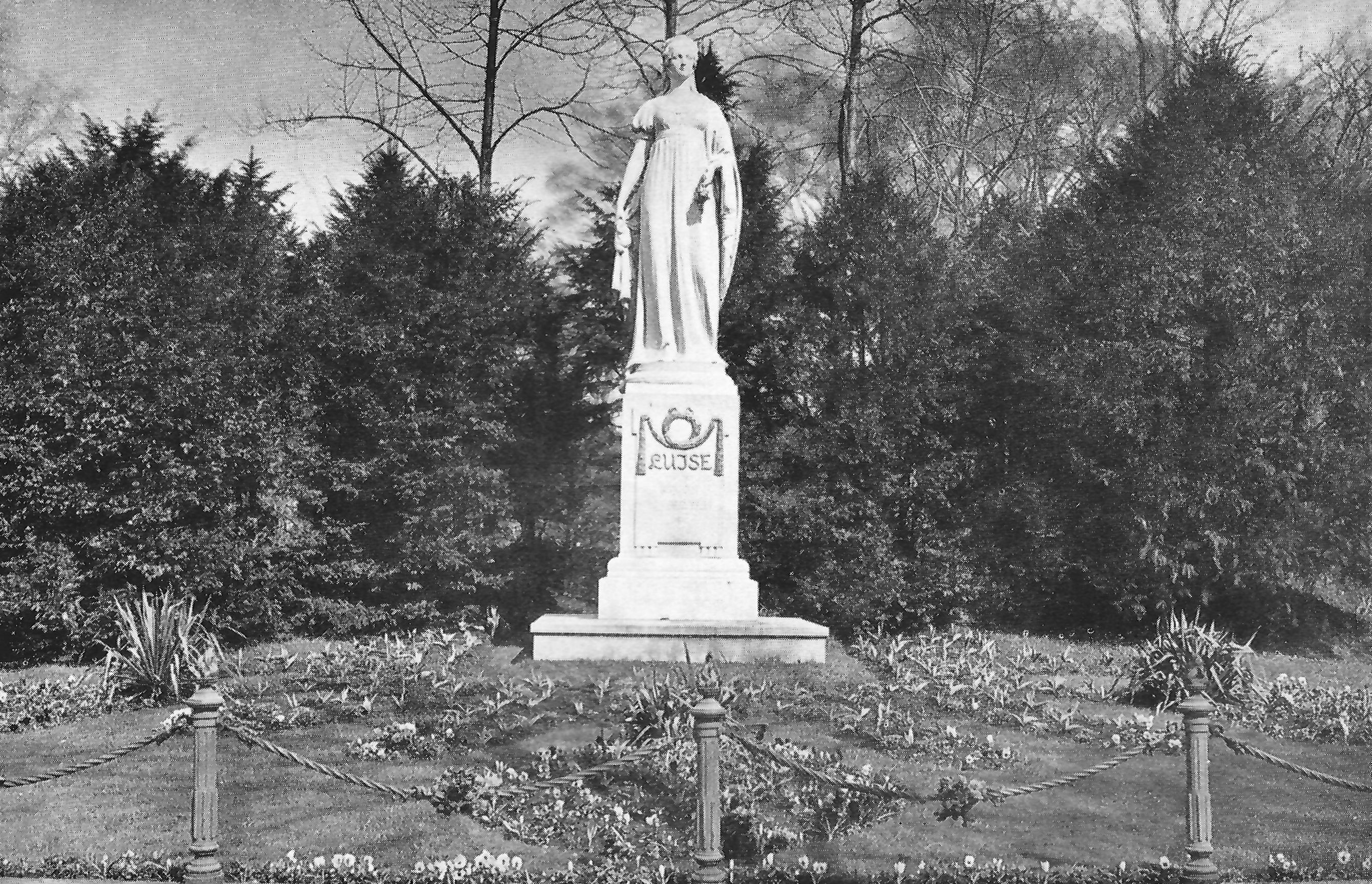
Königin-Luisa-Denkmal in den 1930er Jahren

Auf dem heutigen Parkgelände befand sich ursprünglich die Bastion Braunschweig, welche das nordwestliche Stadttor (das Krökentor) schützte. 
Zum 50. Jubiläum des Magdeburger Gartenbauvereins 1895 regte der damalige Magdeburger Gartendirektor Johann Gottlieb Schoch den Bau einer Gartenbauausstellung an. Eine Fläche von neun Hektar wurde erworben und nach einjähriger Vorbereitungszeit wurde am 28. August 1895 die Ausstellung eröffnet. Neben der Leistungsschau regionaler und überregionaler Gärtner stand auch die Ausnutzung des Bodenprofils der alten Festungsanlage im Mittelpunkt. Vor allem der hoch gelegene Aussichtspunkt und die gegenüberliegende Wasserkaskade sorgten für Aufmerksamkeit. 
Nach dem Ende der auch finanziell erfolgreichen Ausstellung kam man zu dem Entschluss, einen Teil der Anlage zu einem öffentlichen Park umzugestalten. Wiederum entwarf Johann Gottlieb Schoch die Pläne, und so entstand bis 1897 der Park an der Nordfront. Am Rande der Anlage entstanden zahlreiche Villen, deren Abgrenzung zum Park transparent gehalten wurde, damit der Park sich so optisch erweiterte.
Am 18. Juni 1901 ließ der Vaterländische Frauenverein ein Denkmal für Königin Luise von Preußen aufstellen. Der damalige Standort der weißen Marmorplastik war auf der Südseite des Parks. In Anlehnung an den Friedrich-Wilhelms-Garten (heute Klosterbergegarten) nannte man die Anlage forthin Königin-Luise-Garten.
In den folgenden Jahrzehnten gab es mehrmals kleinere Umbauten, auch Erweiterungen, jedoch blieb der Charakter der Anlage bestehen. 
Am 13. April 1951 erhielt der Park den Namen Geschwister-Scholl-Park. 
Das Denkmal der Königin Luise wurde im Februar 1963 vom Sockel gestoßen. Das Schicksal der Statue liegt seitdem im Dunklen, einzig der Kopf der Statue überstand jene Attacke und befand sich jahrelang heimlich in Privatbesitz. 
Während der folgenden Jahre verfiel der Park langsam. Erst ab 1990 bis 1994 wurde die Anlage entsprechend den Originalplänen wieder saniert. Der Park steht inzwischen unter Denkmalschutz. An allen Eingängen des Parks befinden sich Tafeln zu Erinnerung an die Geschwister Scholl.
Im Juni 2009 wurde eine Nachbildung des Luisendenkmals eingeweiht.